# چاه عثمان (راسک)
چاه عثمان (راسک)، روستایی از توابع بخش پیشین شهرستان راسک در استان سیستان و بلوچستان ایران است.

## جمعیت
این روستا در دهستان پیشین قرار دارد و براساس سرشماری مرکز آمار ایران در سال ۱۳۸۵، جمعیت آن ۵۴ نفر (۱۱خانوار) بوده‌است.